# Karakuş Tumulus
Karakuş Tumulus, turecky Karakuş Tümülüsü, též nazýváno Mohyla Karakuş, je dochovanou částí starověkého pohřebního komplexu – pahorku se čtyřmi kamennými dórskými sloupy. Byla postavena v období mezi lety 38–20 př. n. l. Nachází se ve východním Turecku v provincii Adıyaman poblíž vesnice Çukurtas v okrese Kâhta. Je součástí Národního parku Nemrut Dağı.

## Název místa
Výraz „karakuş“ znamená v turečtině „černý pták“ (někdy též překládáno jako „kos“). Původ názvu Karakuş Tumulus je odvozován od jednoho ze čtyř sloupů. Stojí na jižní straně mohyly a jeho vrchol zdobí plastika orla.

## Historie
Mauzoleum v království Kommagéné nechal postavit král Mithridates II., syn Antiocha I., pro ženy své rodiny, svou matku Isias a své sestry Laodice a Antiochis Aku. Stejně jako v případě hory Nemrut je mohyla Karakuş umělá navýšenina, která se nachází na vrcholu přírodního kopce.
Na místě, kde stojí dvojice sloupů, objevili badatelé nápis v řečtině, který vysvětluje význam celého komplexu Hierothesion. S výjimkou několika výrazů, které nebylo možné přeložit kvůli značnému poškození, nápis uvádí:
Toto je Hierothesion patřící Isias, kterou velký král Mithridates (byla jeho vlastní matkou) [...] považuje v této poslední hodině za hodnou [...]. Zde leží Antiochis, sestra krále téže matky, nejkrásnější z žen, jejíž život byl krátký, ale hoden dlouhotrvající pocty. Obě, jak patrno, dohlížejí na toto místo, spolu s dcerou dcery, dcerou Antiochis, Akou. Památka na život každé z nich a na počest krále.

Král Mithridates II. vládl v letech 38–20 př. n. l. Postava panovníka je patrná na reliéfu umístěném na sloupu, který stojí na severozápadní straně mohyly. Tento reliéf zobrazuje Mithridata II., jak si potřásá rukou se svou sestrou Laodice. Někteří badatelé, včetně T. A. Sinclaira, tvrdí, že osoba zobrazená s Laodice na reliéfu není král Mithridates, ale Isias, matka Mithridata. Přítomnost Laodice na reliéfu naznačuje, že byla také pohřbena v této rodinné hrobce.
Laodice byla provdána za krále Parthů Oróda II. a stala se královnou Parthské říše. O život přišla spolu se svým manželem a četnými královskými potomky v roce 38 př. n. l., když byl Fraatés IV. prohlášen nástupcem parthského trůnu. Tělo Laodice pak její bratr Mithridates II. převezl zpět do království Kommagéné a pohřbil v rodinné hrobce Karakuş. Až v roce 1938 badatelé objevili opotřebovaný nápis umístěný na sloupu s reliéfem. Jeho rozluštění trvalo dalších 40 let, ale již je známo, že znělo:
Velký král Mithridates, syn velkého krále Antiocha a královny Isias, věnoval toto zobrazení nezlomné památce královny Laodice, sestry krále, a manželky Oroda, králi králů, na její počest.

Původně mohylu obklopovalo mnohem více sloupů. Ve třech řadách stály po třech na východní, jižní a severozápadní straně mohyly. Centrální sloup každé skupiny podpíral reliéfní stélu a dva vnější sloupy nesly sochu zvířete – jelena na východní straně, orla na jižní a lva na severozápadní. Na konci 2. století však byly sloupy zbořeny a použity ke stavbě nedalekého mostu Septimia Severa, nyní známého jako Cendere Köprüsü.

## Archeologický výzkum

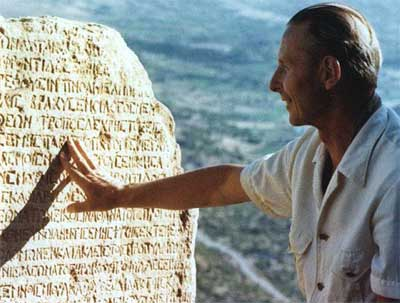
Historik a archeolog Friedrich Karl Dörner

Hlavní archeologické práce zde provedl německý historik a archeolog Friedrich Karl Dörner (1911–1992) z univerzity v Münsteru. Na výzkumu pracoval od padesátých do sedmdesátých let 20. století. V roce 1967 se mu podařilo objevit pohřební komoru ukrytou pod umělou mohylou. Otvor byl vrtán od vrcholu svisle dolů, až se dotkl vápencových desek tvořících střechu komory. Střecha je 13 metrů pod vrcholem mohyly a podlaha komory je o dalších sedm metrů níže. Pro pochopení těchto rozměrů se uvádí, že podlaha pohřební komory je ve stejné úrovni jako základna sloupu s orlem.
V pohřební komoře nebyly nalezeny žádné předměty ani ostatky pohřbených osob. Místnost byla zaplněna zeminou a pískem, pravděpodobně následkem zřícené střechy. Friedrich Karl Dörner předpokládal, že se tak stalo ještě před dokončením stavebních prací. Byl toho názoru, že v mohyle nikdy nikdo pohřben nebyl a že část stavebního materiálu byla z komory odcizena již v římské době a byla použita, stejně jako chybějící sloupy, ke stavbě mostu Septimia Severa.

## Popis
Mohyla Karakuş se nachází v provincii Adıyaman poblíž vesnice Çukurtas v okrese Kâhta v nadmořské výšce 701 metrů. Je 35 metrů vysoká, uměle navršená na vrcholu přírodního kopce. Obklopují ji čtyři dórské sloupy, každý asi 9 metrů vysoký. Z jižní strany je sloup na vrcholu ozdobený orlem. Na východní straně stojí dva sloupy, kde na jednom z nich je plastika zvířete již bez hlavy, pravděpodobně jelena, a druhý sloup je již bez výzdoby. Čtvrtý sloup zakončen stélou s reliéfem krále Mithridata II. a jeho sestry Laodice byl postaven na západní straně.
Místo je součástí Národního parku Nemrut Dağı.

## Galerie

Čtyři dórské sloupy u mohyly Karakuş
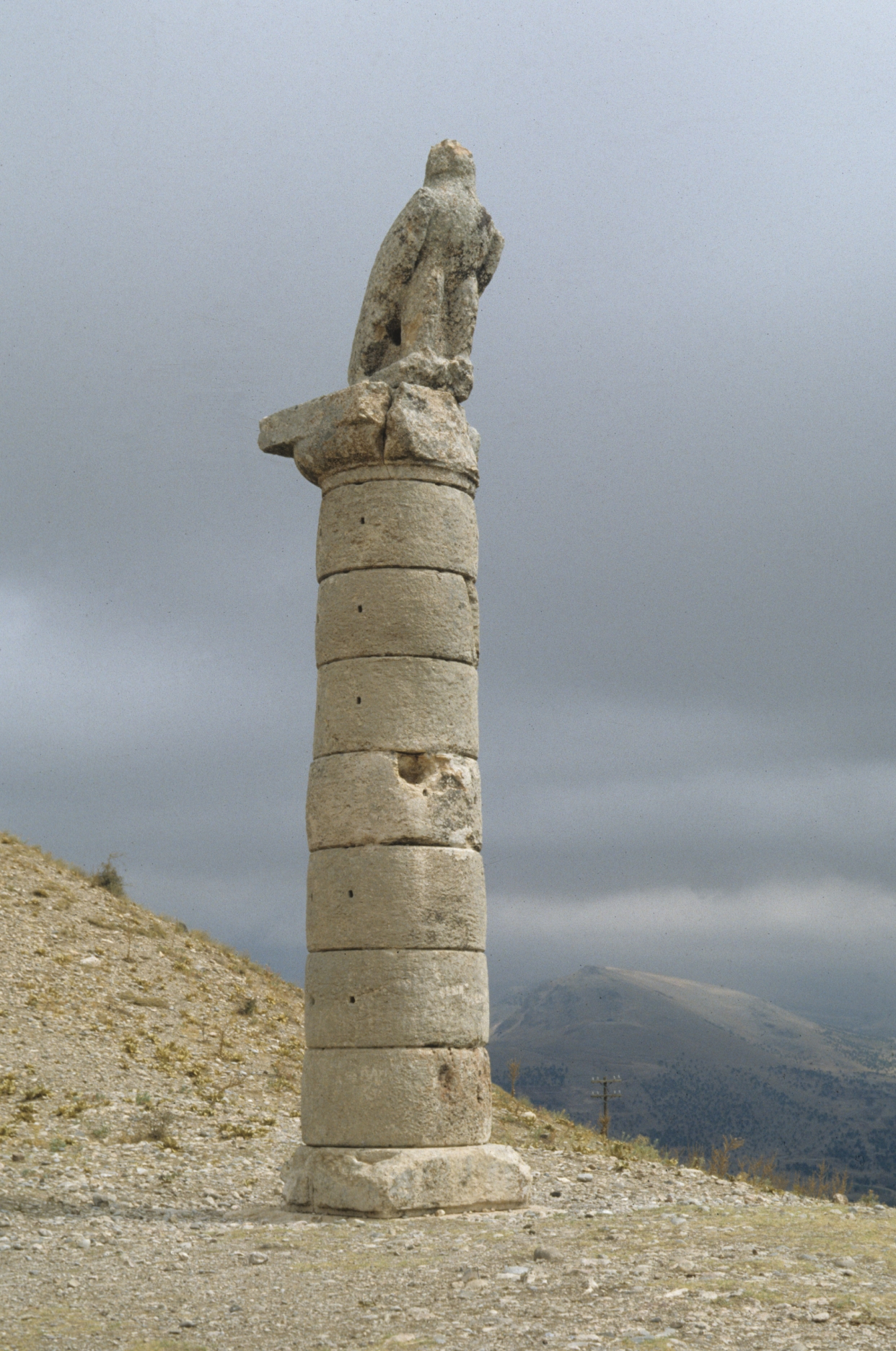
Sloup s orlem
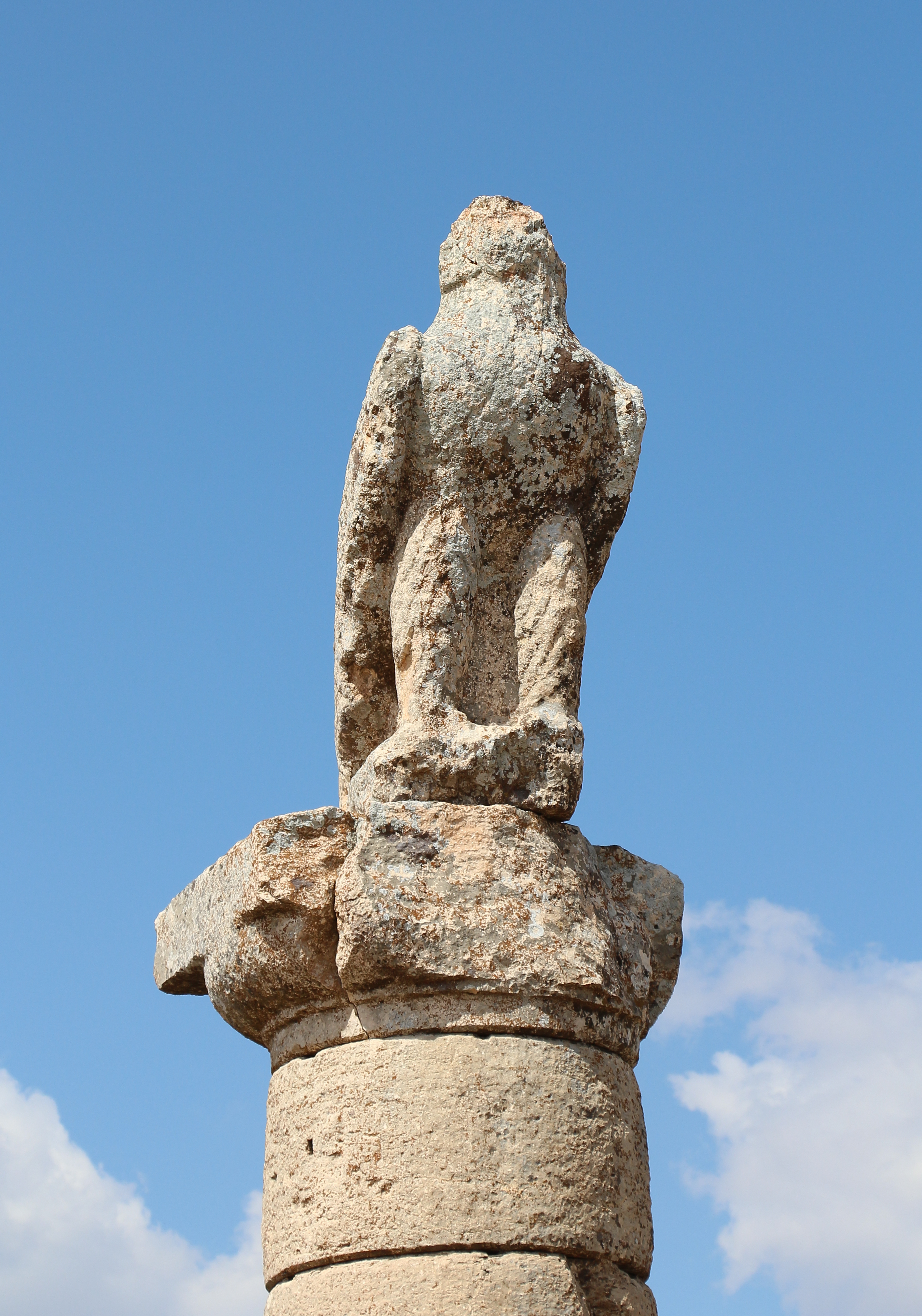
Detail sloupu s orlem
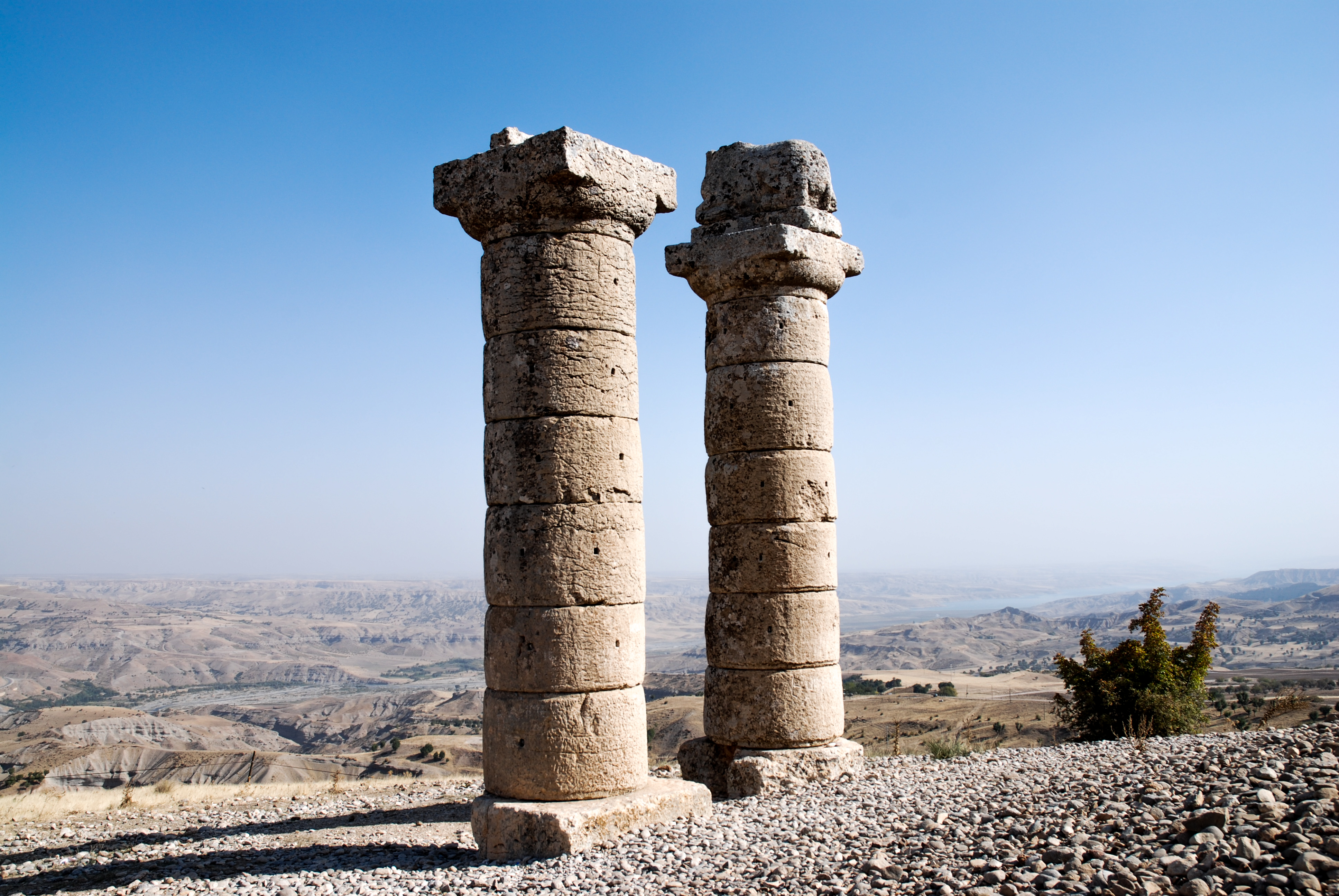
Dva sloupy, se zvířetem
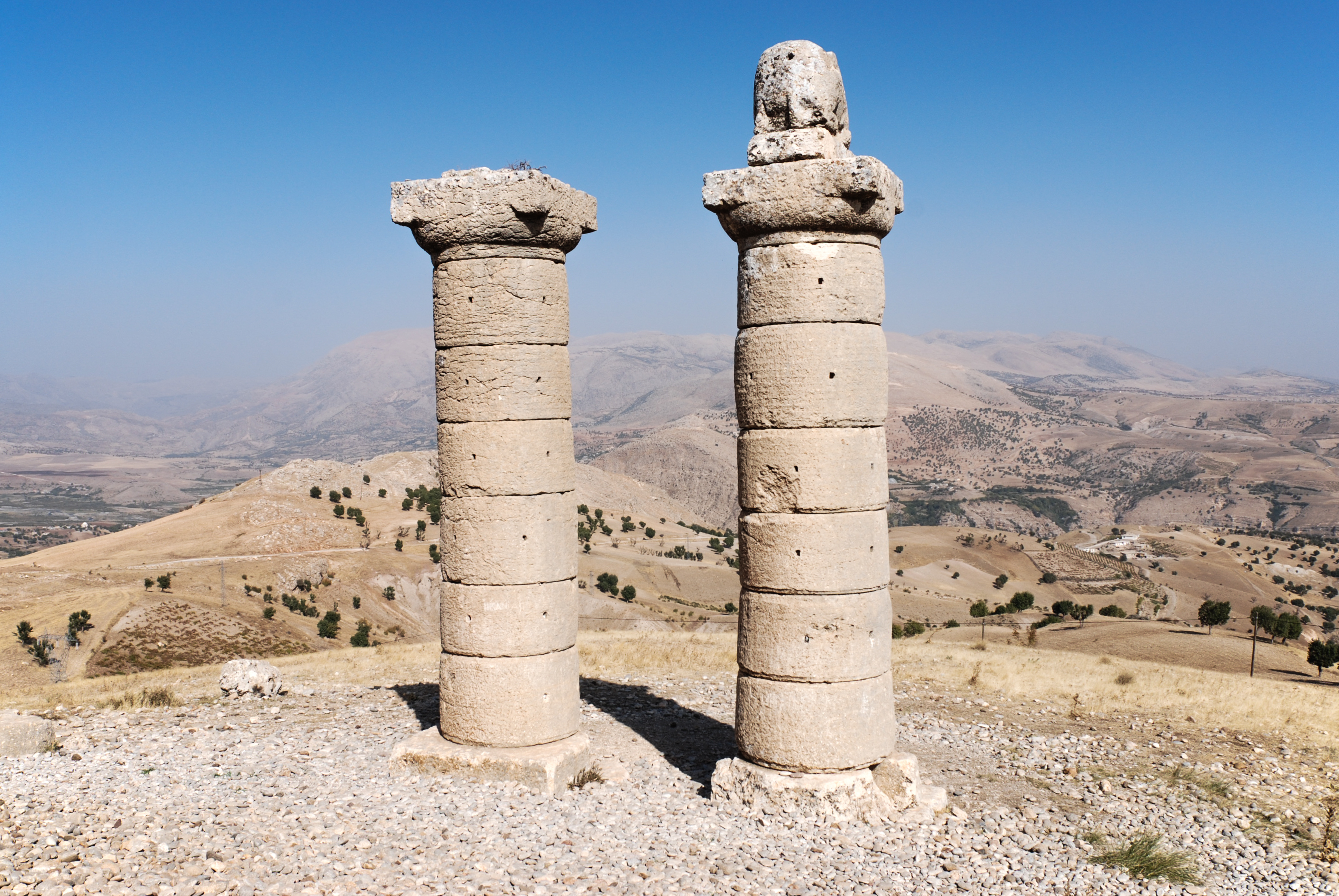
Dva sloupy, se zvířetem
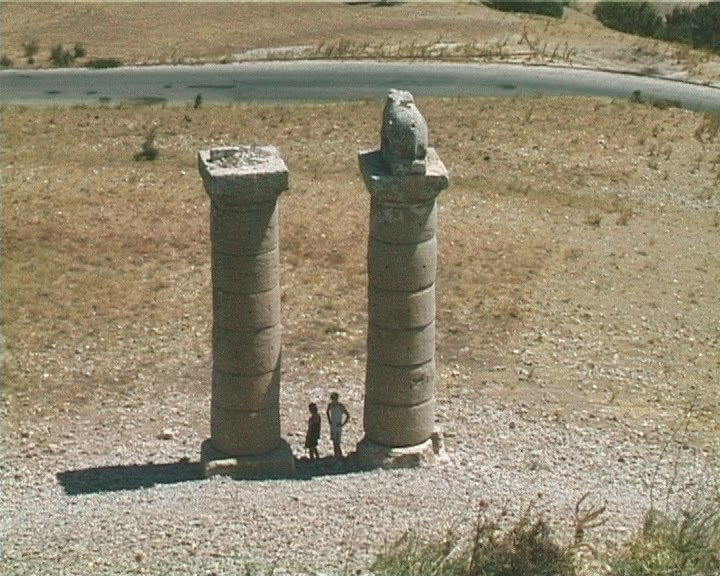
Dva sloupy, se zvířetem
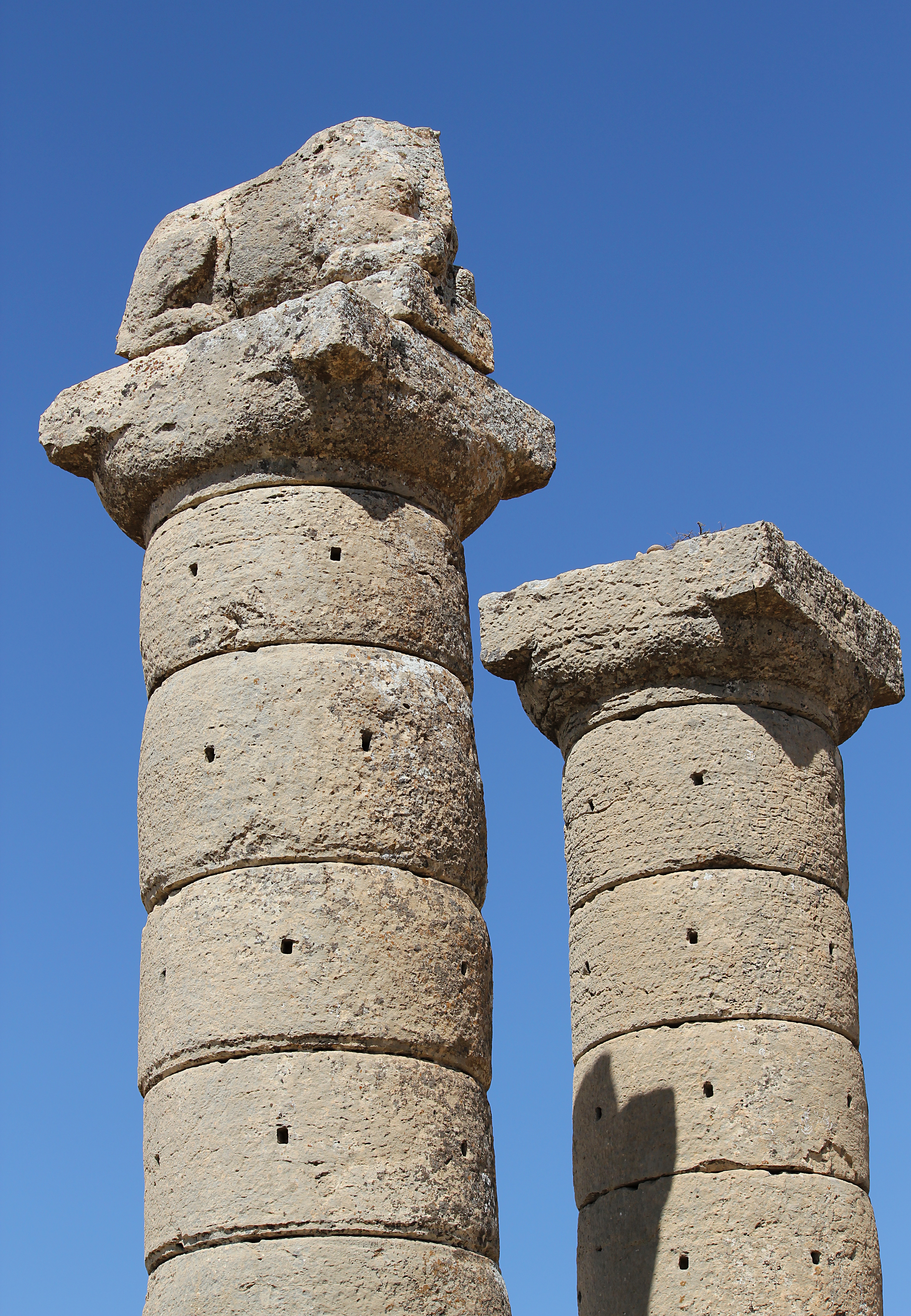
Detal sloupu se zvířetem
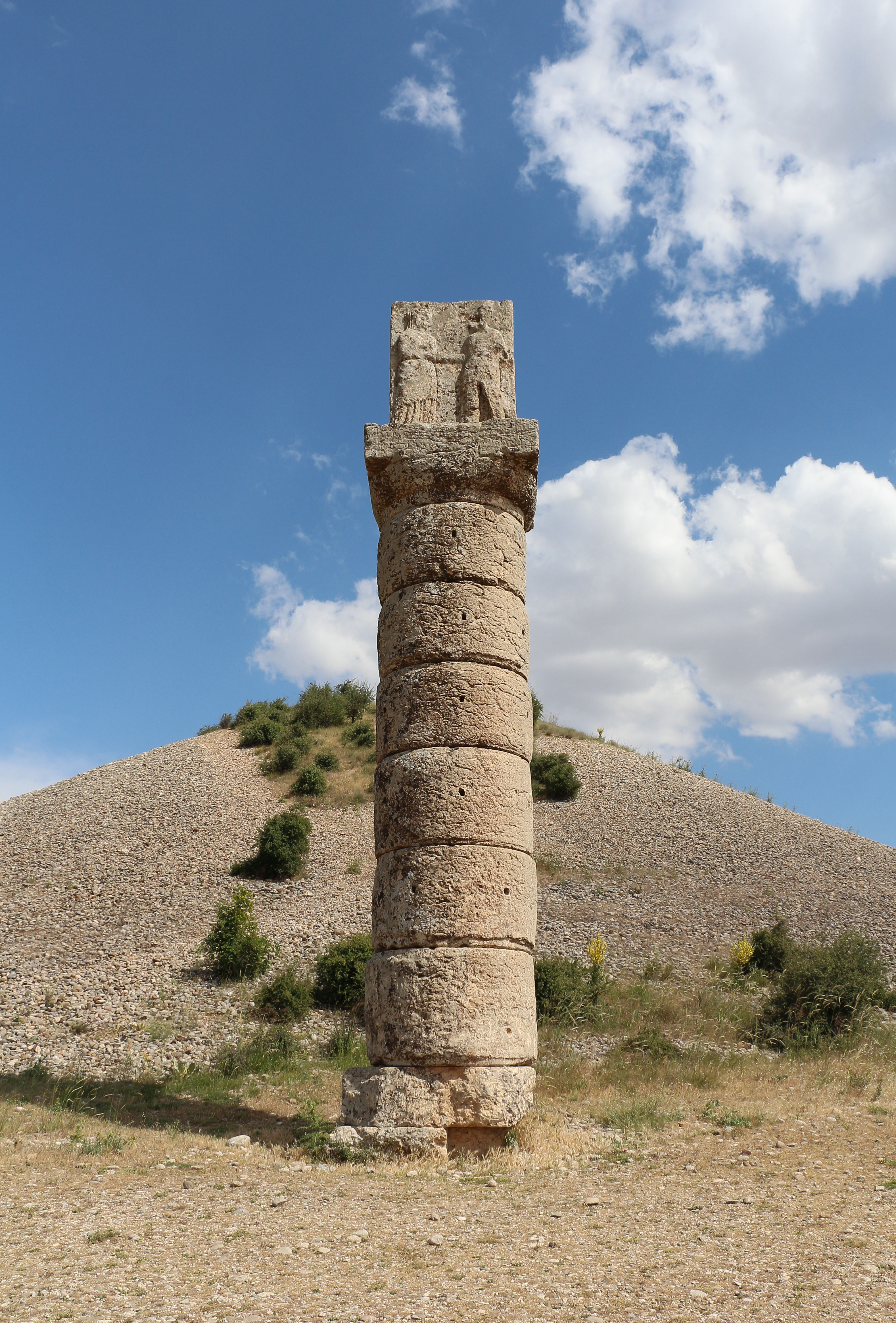
Sloup s reliéfem Mithridata II. a Laodice
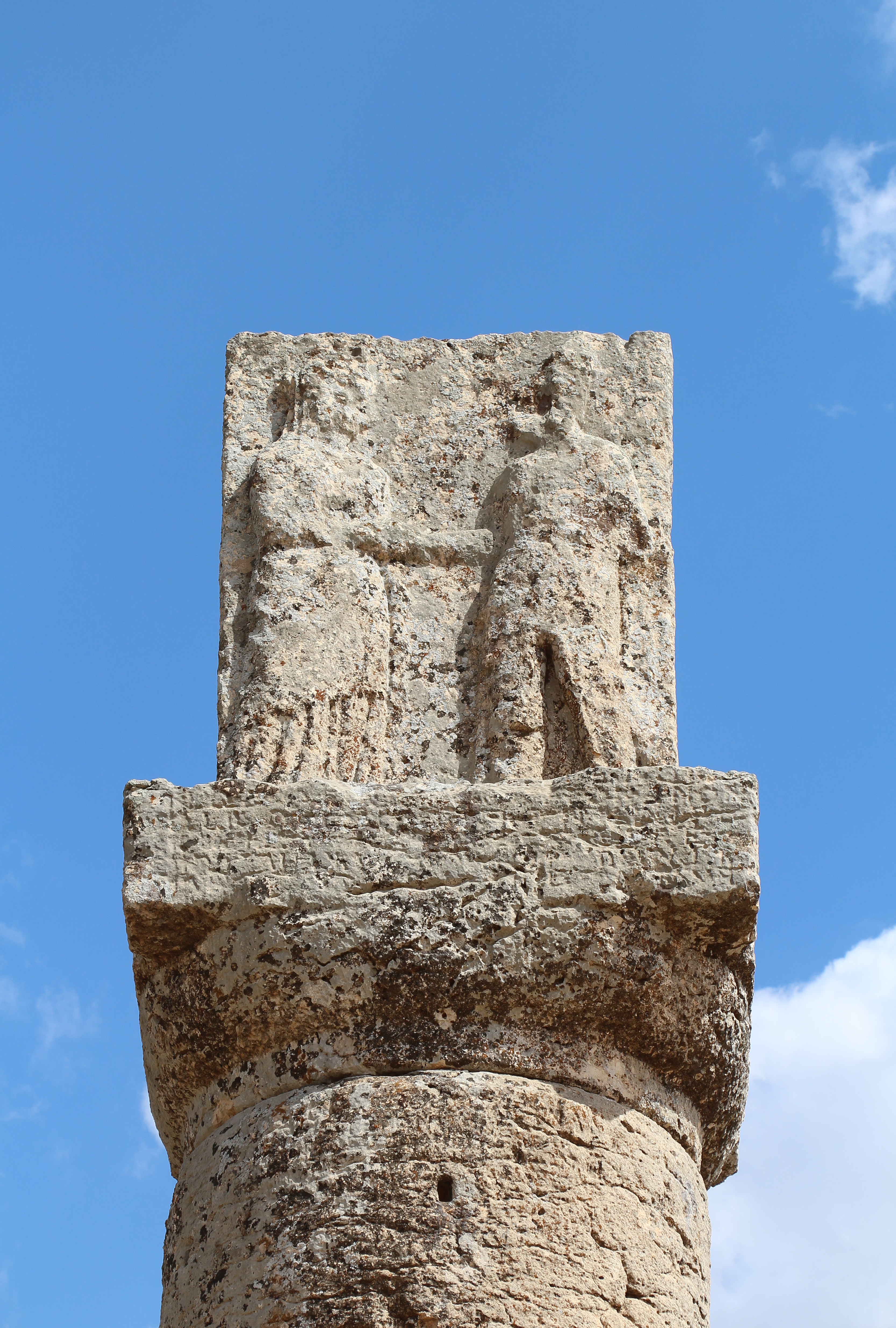
Reliéf Mithridata II. a Laodice
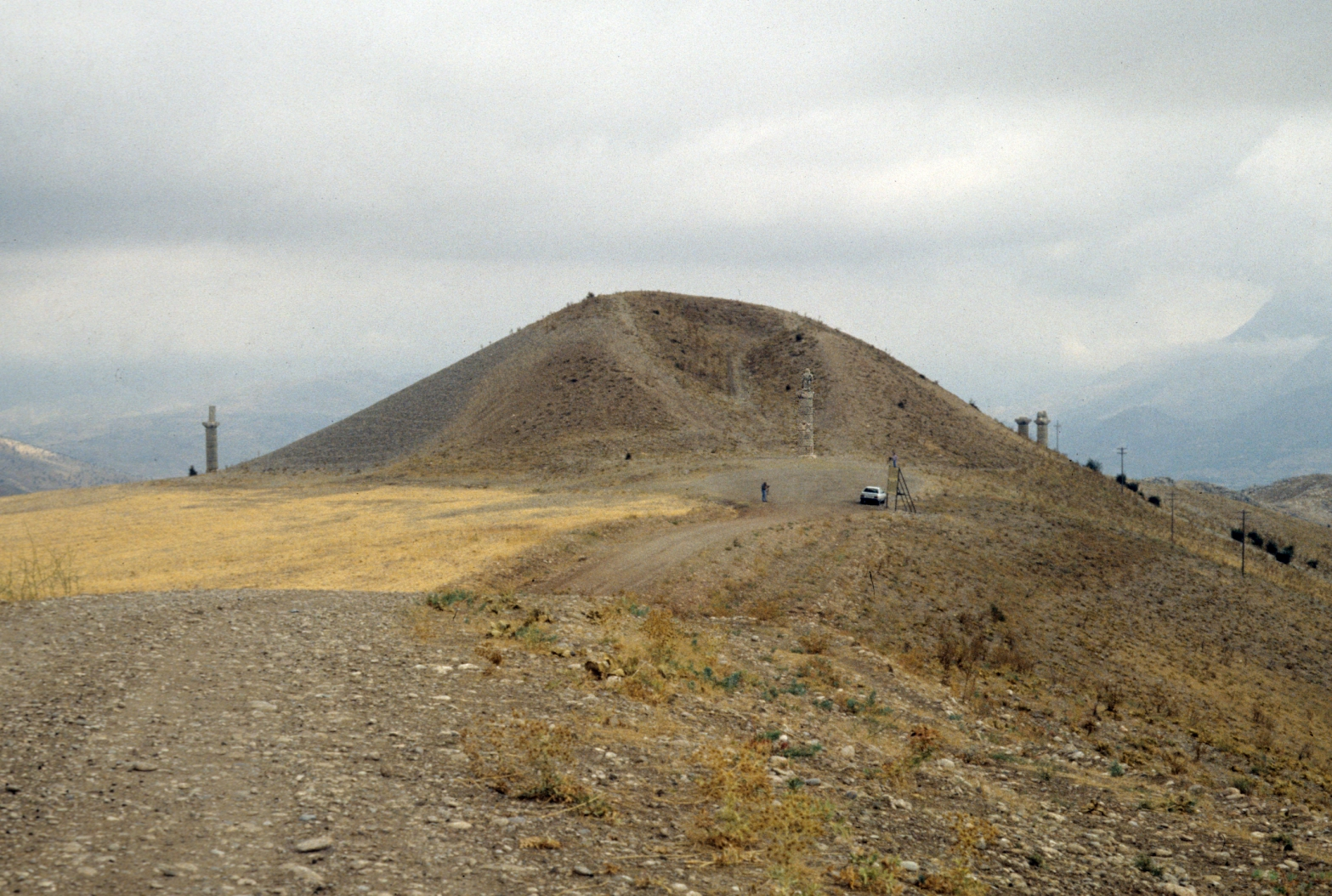
Celkový pohled od jihu